# Pialía
Pialía, en grec moderne : Πιάλεια, est un village et un ancien dème du district régional de Tríkala, en Thessalie, Grèce. Depuis  2010, il est fusionné au sein du dème de Pýli.
Selon le recensement de 2011, la population du dème compte 3 395 habitants tandis que celle du village s'élève à 755 habitants.